# Sonyeon, sonyeon-eul mannada
Sonyeon, sonyeon-eul mannada (소년, 소년을 만나다) è un cortometraggio sudcoreano del 2008 diretto dal regista Kim Jho Kwang-soo.
Uscito in anteprima al 13° Pusan International Film Festival, il cortometraggio rappresenta il primo episodio di una trilogia  a tematica LGBT.

## Trama
Si tratta di una pellicola senza dialoghi col solo accompagnamento musicale; descrive il rapporto venutosi tacitamente a creare tra Min-soo e Seok-i, due ragazzi adolescenti. I due si trovano per la prima volta faccia a faccia a bordo di un autobus e, quando a Min-soo cade una pellicola fotografica, Seok-i si affretta a raccoglierla; mentre la porge al coetaneo, una scintilla scatta negli occhi di entrambi.
Senza proferir moto, i loro sguardi s'incontrano e a Min-soo comincia a battere forte il cuore preso da timidezza; voltatosi per sedersi, scopre che il suo posto è già stato preso da una donna e così deve stare in piedi fino a quando non raggiunge la sua fermata. Sceso dall'autobus il ragazzo s'incammina lentamente sperando d'esser seguito da Seok-i, ma l'attesa risulta vana.
Deluso, s'incammina quasi senza meta, guardando indietro ogni tanto per vedere se il ragazzo non sia apparso; finisce così con lo scontrarsi proprio con Seok-i, che è sceso dopo di lui e l'ha raggiunto di corsa. A quel punto a Min-soo appare una fata che inizia a dargli dei consigli sul buon esito della sua storia d'amore attraverso una canzone.
Seok-i si toglie il cappello e s'avvicina a Min-soo , dopo di che gli restituisce la macchina fotografica che ha rubato quando insieme a dei suoi amici lo aveva ha aggredito. Come Seok-i s'appresta ad allontanarsi, Min-soo gli corre appresso e lo abbraccia forte in mezzo alla strada, con la fata che torna ad apparire con sguardo benevolente.

## Sequel
Nel 2009 il regista ne ha diretto un cortometraggio sequel intitolato Chingusa-i?, nel quale è narrato il prosieguo della storia d'amore tra Min-soo e Seok-i.

## Spin-off/Reboot
Nel 2010 il regista ha diretto una specie di spin-off/reboot del cortometraggio intitolato Sarang-eun 100°C.